# Bruno Boni
Bruno Boni (Brescia, 8 aprile 1918 – Brescia, 6 febbraio 1998) è stato un politico e dirigente sportivo italiano.

## Biografia
Tra i fondatori della Democrazia Cristiana, è stato vicesindaco di Brescia dal 1946 al 1948 e Sindaco di Brescia per circa trent'anni, dal 1948 al 1975 e poi Presidente della Provincia della stessa città dal 1975 al 1985. Concluse la propria carriera politica come Presidente della Camera di Commercio di Brescia. Nel 1993 è nominato vicepresidente della Società Autostrade Brescia-Padova.
Tra il 1943 e il 1945 partecipa alle riunioni del Comitato di Liberazione Nazionale clandestino con Pietro Bulloni e Leonzio Foresti. Sorvegliato dalla Polizia della RSI è arrestato nel settembre del 1944 e detenuto per alcuni mesi nel carcere di Canton Mombello a Brescia. Segretario provinciale della Dc di Brescia dal 1947 al 1951 e dal 1954 al 1963.
Tra le sue iniziative politiche vi fu quella di diffondere la cultura ferroviaria: nel 1961 partecipa alla posa della locomotiva n. 1 della SNFT presso il castello: fu il primo monumento italiano alla locomotiva, voluto espressamente dalla sua giunta. Tre anni dopo il comune dona al neonato Club Fermodellistico Bresciano l'uso di due stanze allo scopo di allestire un plastico e un museo delle riproduzioni modellistiche.
Insignito della laurea ad honorem si è molto battuto per la nascita dell'Ateneo di Brescia (Università Statale), che oggi gli dedica il complesso contenente gli alloggi per gli studenti.
Oltre che per la sua esperienza come primo cittadino della città è ricordato per il suo legame con lo sport, che lo portò a ricoprirne svariati incarichi di organizzazione. Era un grande appassionato di ciclismo e questo lo portò a organizzare molte tappe del Giro d'Italia, una partenza del Giro di Lombardia e a collaborare con l'organizzazione dei Campionati del mondo di ciclismo su strada del 1962, disputatosi a Salò.
Boni fu anche l'artefice della rinascita delle manifestazioni automobilistiche nella città lombarda. Si impegnò per far rivivere il Circuito del Garda, a fasi alterne tra 1948 e 1966, e soprattutto la Mille Miglia, sia come gara di velocità su strada, tra 1947 e 1961, sia come manifestazione di regolarità storica, che impegna tutt'oggi le vetture che parteciparono alla gara originale.
Dal 1968 al 1969 fu anche presidente della squadra di calcio del Brescia, della quale in gioventù era stato portiere nella squadra riserve.

## Piazza Bruno Boni
Nel 1998 l'amministrazione comunale ha dedicato al sindaco, che dal 1948 al 1975 ha governato la città, una piazza nel centro cittadino.
La piazza è circondata da un grande antico isolato che si estende dall'edificio porticato un tempo appartenente al secolare albergo Gambero, con ingresso sull'odierno corso Zanardelli, al teatro Sociale verso via Felice Cavallotti. A ovest si affaccia il settecentesco palazzo Bettoni Cazzago che si apriva verso il giardino interno, oggi sostituito dalla piazza. A sud, lo spazio è delimitato dai resti medioevali della chiesa di Santa Maria Maddalena.